# Thaumatomyia montana
Thaumatomyia montana är en tvåvingeart som först beskrevs av Becker 1916.  Thaumatomyia montana ingår i släktet Thaumatomyia och familjen fritflugor. Inga underarter finns listade i Catalogue of Life.